# 67

## Události
- asi 20. července dobývá Vespasianus během potlačování povstání (První židovská válka) židovské město Jodfat (Jotapatu), bere do zajetí Josefa Flavia.
- asi 10. listopadu dobývá Vespasianus Gamlu a nechává masakrovat její obyvatele.

## Úmrtí
- sv. Petr (pravděpodobně)
- sv. Pavel z Tarsu (pravděpodobně)

## Hlavy států
- Papež – Petr? (cca 30 – 64/65/66/67) » Linus? (64/65/66/67/68/69–77/78/79)
- Římská říše – Nero (54–68)
- Parthská říše – Vologaisés I. (51–77/78)
- Kušánská říše – Kudžúla Kadphises (30–90)
- Čína, dynastie Chan (206 př. n. l. – 220 n. l.) – Ming-ti